# Yayesh Gate Tesfaw
Yayesh Gate Tesfaw (28 febbraio 1997) è un'atleta paralimpica etiope classificata T11 in quanto non vedente e specializzata nel mezzofondo.

## Biografia
Veste per la prima volta la maglia della nazionale etiope nel 2024, partecipando ai campionati mondiali paralimpici di Kobe, dove si laurea campionessa iridata dei 1500 metri piani T11 con il tempo di 4'31"77, nuovo record mondiale di categoria. Lo stesso anno scende in pista ai Giochi paralimpici di Parigi, dove conquista la medaglia d'oro nei 1500 metri piani T11 e migliora il record mondiale portandolo a 4'27"68.

## Record nazionali
- 1500 metri piani T11: 4'27"68  ( Parigi, 2 settembre 2024)

## Progressione

### 1500 metri piani T11
| Stagione | Tempo   | Luogo  | Data     | Rank. Mond. |
| -------- | ------- | ------ | -------- | ----------- |
| 2024     | 4'27"68 | Parigi | 2-9-2024 | 1ª          |

## Palmarès
| Anno | Manifestazione                  | Sede   | Evento           | Risultato | Prestazione | Note            |
| ---- | ------------------------------- | ------ | ---------------- | --------- | ----------- | --------------- |
| 2024 | Campionati mondiali paralimpici | Kōbe   | 1500 m piani T11 | Oro       | 4'31"77     | Record mondiale |
| 2024 | Giochi paralimpici              | Parigi | 1500 m piani T11 | Oro       | 4'27"68     | Record mondiale |